# Khemisset
Khemisset (arabă الخميسات) este un oraș din Rabat-Salé-Kénitra, Maroc.